# Yezi
Lee Ye-ji (hangul: 이예지; hanja: 利礼智; rr: I Ye-ji; MR: Yi Ye-chi; nascida em 26 de agosto de 1994), mais conhecida como Yezi (hangul: 예지), é uma rapper e cantora sul-coreana. Ela estreou como integrante do grupo feminino Fiestar em 2012. Yezi foi semi-finalista do Unpretty Rapstar 2 em 2015, durante o qual ela lançou vários singles. Sua estreia solo com o maxi single, Foresight Dream, ocorreu em 28 de janeiro de 2016.

## Início da vida e carreira
Yezi nasceu e cresceu na Província de Gangwon. Ela foi estudante na Kang Won-rae Dance School e aprendeu a dançar com Clon. Ela viajava 4 horas para Seul toda semana para performar como dançarina com os cantores Park Min-kyung e Hong Kyung-min. No começo, seus pais eram contra ela trabalhar na industria de entretenimento, mas logo mudaram seus pensamento quando viram que Yezi tinha talento, e logo ela se mudou para Seul no seu segundo ano do ensino médio. 
Yezi fez sua audição na LOEN Entertainment após um dos trainees ver seus vídeos postados no Cyworld. Os vídeos eram os mais populares naquela rede social e mostrava Yezi cantando e dançando. Yezi começou a se interessar pelo rap após escutar a rapper Yoon Mi-rae. Após treinar na LOEN por três anos, ela debutou na girl grup Fiestar em 2012.

## Carreira Solo
Em setembro de 2015, foi anunciado que Yezi faria parte da lineup do Unpretty Rapstar 2, do Mnet. O show é a segunda temporada da série de televisão, Unpretty Rapstar, uma competição de rappers femininas. Inicialmente, ela não foi bem recebida pelos telespectadores, pois ela ficava perguntando as outros se podia repetir; mais tarde foi revelado que ela disse ao staff da Mnet que sua apresentação ''não foi boa''. Ela criticou os produtores do show em seu freestyle rap, pois editaram apresentações e não transmitiram. Yezi se tornou popular após sua apresentação ''Crazy Dog'', no terceiro episódio. Ela foi eliminada no oitavo episódio, mas retornou para a semi-final após vencer um round de sobrevivência.  
Duas das apresentação da Yezi foram lançadas como singles durante o show: ''Solo (Remix)'' (com participação de Jay Park e Loco) e ''Listen Up'' (com participação de Hanhae). Ambas as músicas entraram no Gaon Digital Chart, nas posições de número 16 e 27, respectivamente. Yezi não foi tão reconhecida como integrante do Fiestar, e teve mais público reconhecido antes do Unpretty Rapstar. Ela disse ''Depois do show, as pessoas agiam como ''Eu acho que vi ela em algum lugar'', mas agora as pessoas me reconhecem imediatamente, mesmo quando não estou vestida como minhas roupas de performances.'' Seus fãs apreciam seu estilo feroz no rap e sua imagem de ''bad girl''. 
Yezi pré-disponibilizou uma nova versão de ''Crazy Dog'' em 11 de dezembro de 2015. Foi produzida pelo Rhymer da Brand New Music e teve participação do San E, um dos jurados do Unpretty Rapstar. Seu EP de 'debut', Foresight Dream, foi disponibilizado em 28 de janeiro de 2016. Foi produzida por Rhymer e contém quatro músicas, incluindo ''Cider'', que foi promovida em vários programas músicais. Outra música, ''Sse Sse Sse'', teve participação de Gilme, KittiB e Ahn Soo-min.
Em 2016, Yezi disponibilizou um single promocional intitulado ''Z-Noid'' para o jogo Counter-Strike Online e teve um mv gravado.
Yezi participou da soundtrack para Wanted (uma série de TV sul coreana) com a música intitulada ''Shadow'' com participação de Jung Chae-yeon, do grupo DIA.

## Discografia

### Maxi Single
| Título                                                                            | Detalhes do álbum                                                                                   | Posição Nos Charts | Vendas       |
| Título                                                                            | Detalhes do álbum                                                                                   | KOR                | Vendas       |
| --------------------------------------------------------------------------------- | --------------------------------------------------------------------------------------------------- | ------------------ | ------------ |
| Foresight Dream                                                                   | - Lançamento: 28 de Janeiro de 2016 - Gravadora: LOEN Entertainment - Formato: CD, download digital | 19                 | - KOR: 1,003 |
| "—" denota lançamentos que não entrou nos charts ou não foram lançados na região. | |                    |              |

### Singles
| "Such a Woman" (Zia featuring Yezi)                                               | 2014 | —   | After 11 Days                  |
| "Don't Stop" (Unpretty Rapstar 2 contestants)                                     | 2015 | 17  | Unpretty Rapstar 2 Compilation |
| "Solo (Remix)" (featuring Jay Park and Loco)                                      | 2015 | 16  | Unpretty Rapstar 2 Compilation |
| "Listen Up" (featuring Hanhae)                                                    | 2015 | 27  | Unpretty Rapstar 2 Compilation |
| "Crazy Dog" (featuring San E)                                                     | 2015 | 45  | Foresight Dream                |
| "Cider"                                                                           | 2016 | 50  | Foresight Dream                |
| "Chase" (featuring Babylon)                                                       | 2016 | 108 | —                              |
| "Shadow" (featuring Chaeyeon)                                                     | 2016 | —   | Wanted OST Part 3              |
| "Anck Su Namum"                                                                   | 2017 | ASA | —                              |
| "—" denota lançamentos que não entrou nos charts ou não foram lançados na região. |      |     |                                |